# 幸せのザブトン/なぜか埼玉
幸せのザブトン/なぜか埼玉（しあわせのザブトン/なぜかさいたま）は、山田隆夫のソロとしては二枚目のシングル。
2001年11月21日に日本クラウンから発売された。

## 解説
「幸せのザブトン」は、タイトル通り、「笑点」の座布団運びをイメージした曲であり、2014年現在もときおり「笑点」で山田自ら歌っている。テレビではのんびりと歌っているが、CDリリースされたものはレゲエ風でややテンポの早い曲である。
C/W「なぜか埼玉」はさいたまんぞうの同名曲のカバー。これは、当時浦和の公務員らが浦和の飲食店などを利用せず、夜の町が寂れていたということで、当時のテレビ埼玉ミュージック社長が浦和の街の活性化を目的として新バージョンとしてこの曲の製作を決定したものである。オリジナルの歌詞に埼玉県内の全市町村名を盛り込み、テクノ調のアレンジがなされている。

## 収録曲
1. 幸せのザブトン
作詞：山田隆夫　作曲：サスケ
2. なぜか埼玉
作詞・作曲：秋川鮎舟
3. 幸せのザブトン (inst.)
4. なぜか埼玉 (inst.)